# 上思卷花丹
上思卷花丹（学名：Scorpiothyrsus shangszeensis）为野牡丹科卷花丹属下的一个种。